# Rhinocypha chaoi
Rhinocypha chaoi е вид водно конче от семейство Chlorocyphidae. Видът не е застрашен от изчезване.

## Разпространение
Разпространен е във Виетнам и Китай (Гуандун, Гуанси, Гуейджоу, Фудзиен и Юннан).